# Mario Joseph Conti
Mario Joseph Conti (Elgin, 20 de março de 1934 – Glasgow, 8 de novembro de 2022) foi um arcebispo emérito de Glasgow.
Depois de deixar a escola, Conti estudou no Pontifício Colégio Escocês de Roma e foi ordenado sacerdote em 26 de outubro de 1958 pelo Cardeal Luigi Traglia. De 1962 a 1977 Mario Joseph Conti trabalhou como padre em Caithness.
Em 28 de fevereiro de 1977, o Papa Paulo VI o nomeou ao Bispo de Aberdeen. O bispo foi consagrado em 3 de maio do mesmo ano pelo cardeal Gordon Gray. Co-consagradores foram Stephen McGill, bispo de Paisley, e Colin MacPherson, bispo de Argyll e as Ilhas. O Papa João Paulo II nomeou Conti Arcebispo de Glasgow em 15 de janeiro de 2002. Tomou posse em 22 de fevereiro do mesmo ano.
O arcebispo Conti foi membro do Pontifício Conselho para a Promoção da Unidade dos Cristãos. Foi membro da Ordem Equestre do Santo Sepulcro de Jerusalém desde 2010, seu Grande Oficial e desde 2013 Grão Prior da Tenência Escocesa.
Em 24 de julho de 2012, o Papa Bento XVI acatou seu pedido de demissão por motivos de idade.
Conti morreu em 8 de novembro de 2022, aos 88 anos de idade, no Queen Elizabeth University Hospital em Glasgow.